# 478-as busz
A 478-as jelzésű autóbusz Gödöllő egyik helyi járata, az Autóbusz-állomás és az Üzleti Park között közlekedik. A vonalat a MÁV Személyszállítási Zrt. üzemelteti. 2017. október 15-étől a korábbi 11-es viszonylat helyett közlekedik.

## Útvonala
| Autóbusz-állomás – Üzleti Park – Autóbusz-állomás |
| --- |
| Autóbusz-állomás vá. – Szabadság út – Pattantyús Ábrahám körút – Kühne Ede utca – Csonka János utca – Pattantyús Ábrahám körút – Szabadság út – Autóbusz-állomás vá. |

## Megállóhelyei
| 0  | Autóbusz-állomás végállomás | |
| 2  | Szabadság tér               | 317, 324, 402, 412, 422, 432, 442, 446, 447, 448, 450, 451, 452, 453, 454, 455, 464, 466, 470, 471, 472, 473, 474, 475, 476, 477, 479 |
| 6  | Üzleti park Kühne Ede utca  | 477 |
| 8  | Üzleti park főépület        | 477 |
| 12 | Szabadság tér               | 317, 324, 402, 412, 422, 432, 442, 446, 447, 448, 450, 451, 452, 453, 454, 455, 464, 466, 470, 471, 472, 473, 474, 475, 476, 477, 479 |
| 13 | Autóbusz-állomás végállomás | 317, 324, 402, 404, 405, 406, 407, 410, 412, 422, 426, 430, 432, 440, 441, 442, 444, 446, 447, 448, 450, 451, 452, 454, 455, 461, 463, 464, 465, 466, 468, 469, 470, 471, 472, 473, 474, 475, 476, 477, 479 1040, 1049, 1052, 1076, 1077, 1078 |